# Plukenetia ankaranensis
Plukenetia ankaranensis là một loài thực vật có hoa trong họ Đại kích. Loài này được L.J.Gillespie mô tả khoa học đầu tiên năm 2007.